# René Cardona
René Cardona André (L'Avana, 8 ottobre 1905 – Città del Messico, 25 aprile 1988) è stato un regista, attore e produttore cinematografico cubano naturalizzato messicano, padre del celebre regista René Cardona Jr. e nonno di René Cardona III, a sua volta regista e attore. In alcune opere è stato accreditato con degli pseudonimi come ad esempio Ray Cador , Richard Chardon, Mike Rejnolds o Terence Mervin oppure come René Cardona Sr. per distinguerlo dal figlio.

## Biografia

### Esordio come attore
René Cardona (all'anagrafe René Cardona André) vive la sua infanzia e intraprende gli studi di medicina nella nativa Cuba ma a, causa di problemi politici (i suoi genitori erano contro l'autoritarismo di Machado), nel 1926 si trasferisce insieme alla sua famiglia in Florida negli Stati Uniti d'America per poi stabilirsi a New York. In questa città muove i suoi primi passi nel mondo del cinema venendo a contatto con personaggi del calibro di Rodolfo Valentino e prendendo parte al suo primo film (Fox Movie). Successivamente si trasferisce ad Hollywood dove, grazie al suo gradevole aspetto fisico (biondo con occhi azzurri), intraprende anche la carriera di attore nel film Sombras habaneras da lui diretto nel 1929.
Recatosi in Messico con la compagnia di teatro di Ernesto Vilches nel 1932 sposa Julieta, sorella del celebre Miguel Zacarías. Da quel momento in poi entra a far parte del cinema messicano realizzando più di cento film e diventando un personaggio importante nella storia del cinema di quel paese.

### Carriera come regista
Dopo il successo di Allá en el Rancho Grande (1936), Cardona decise di dirigere il suo primo film in Messico, Don Juan Tenorio (1937), ennesima versione della commedia di Tirso de Molina, in cui era anche protagonista. Il modesto successo del film non gli impedì di continuare a realizzare film. In due di essi, Allá en el rancho chico (1938) e La Reina del Río (1939), fece debuttare due attrici destinate a diventare star del cinema messicano: Blanca Estela Pavón nel primo e Susana Guízar nel secondo.
La sua carriera come regista spazia dal 1937 al 1986, in cui si è cimentato in una grande quantità di generi: drammatici, commedie, film d'avventura, film per bambini, film western. Negli anni sessanta e settanta è entrato a pieno titolo anche nel genere fantastico-horror.
I suoi film di maggior successo internazionale sono stati: La isla de los hombres solos (1974), considerato il suo miglior film come regista e tratto dal romanzo di José León Sánchez, El pequeño Robin Hood (1975) e I sopravvissuti delle Ande (1976).

## Filmografia parziale

### Regista
- Sombras habaneras, co-regia di Cliff Wheeler (1930)
- Don Juan Tenorio (1937)
- Allá en el rancho chico (1938)
- La Reina del Río (1939)
- Los hijos de Rancho Grande (1956)
- L'idolo vivente (The Living Idol), co-regia di Albert Lewin (1957)
- Gli avventurieri della costa nera (Un mundo nuevo) (1957)
- Joselito in America (Aventuras de Joselito y Pulgarcito) (1960)
- 7 colt per 7 carogne (El Mexicano) (1967)
- Una colt, cinque dollari, una carogna (La vuelta del Mexicano) (1967)
- Las mujeres panteras (1967)
- La isla de los hombres solos (1974)
- Batwoman: la donna invincibile (La mujer murciélago) (1968)
- La terrificante notte dei robot assassini (Las luchadoras vs el robot asesino) (1969)
- Korang - La terrificante bestia umana (La horripilante bestia humana) (1969)
- Vita sessuale di un vampiro (Santo en El tesoro de Drácula) (1969)
- El pequeño Robin Hood (1975)
- I sopravvissuti delle Ande (Supervivientes de los Andes) (1976)

### Attore
- I signori preferiscono le bionde (Gentlemen Prefer Blondes), regia di Malcolm St. Clair (1928)
- Sombras habaneras, regia di René Cardona, Cliff Wheeler (1930)
- Del mismo barro, regia di David Howard (1930)
- Cuando el amor ríe, regia di David Howard, Manuel París, William J. Scully (1930)
- Carne de cabaret (1931)
- Mano a mano (1932)
- Sobre las olas, regia di Miguel Zacarías (1933)
- El secreto del sacerdote (1941)
- Il romanzo di Montecristo (El conde de Montecristo) (1942)
- La barca de oro (1947)
- El barón del terror (1962)
- La duquesa diabólica (1964)